# Durval Barbosa
Durval Barbosa Rodrigues (Canto do Buriti, 25 de outubro de 1951) é um ex-delegado de polícia brasileiro.
Foi o secretário de Relações Institucionais do Distrito Federal nos governos de Joaquim Roriz e José Roberto Arruda.
Barbosa ganhou grande notoriedade ao denunciar o governador José Roberto Arruda, o deputado distrital Leonardo Prudente e outros membros do alto escalão do governo distrital pelo escândalo do Mensalão do DEM. Barbosa confessou para a polícia que participava da distribuição de dinheiro do esquema desde a época do governo Joaquim Roriz. Durval foi beneficiado com a delação premiada.
Delator do esquema de corrupção no Distrito Federal, Durval Barbosa, disse ao Ministério Público que fez um outro repasse  entre R$ 30 mil e R$ 50 mil, ”a título de propina”, para a deputada federal Jaqueline Roriz (PMN-DF), além dos R$ 50 mil entregues no vídeo, revelado pelo Estadão no dia 4 de março. Segundo Durval, esse novo repasse foi feito ao marido de Jaqueline, Manoel Neto, a pedido da própria deputada. Os valores foram entregues dias depois da gravação do vídeo, relata o depoimento: “Em outra oportunidade, em data que não se recorda, Manoel Neto, representando Jaqueline Roriz, compareceu ao gabinete do depoente, oportunidade em que recebeu entre R$ 30.000,00 e R$ 50.000,00 das mãos do depoente”. “Valores que também haviam sido recolhidos junto aos prestadores de serviço de informática do governo”, informou Durval.